# 므히타르 마누캰
므히타르 라즈미코비치 마누캰(러시아어: Мхита́р Ра́змикович Манукя́н, 아르메니아어: Մխիթար Ռազմիկի Մանուկյան 므히타르 라즈미키 마누키얀, 1973년 9월 20일~)은 아르메니아 태생 카자흐스탄의 레슬링 선수, 지도자이다. 2004년 하계 올림픽에서 남자 그레코로만형 라이트급 동메달을 획득했으며 세계 선수권 대회에서 금메달 2개, 동메달 1개 획득했다.